# Werner Bies
Werner Bies (* 19. Februar 1952 in Dinslaken) ist ein deutscher Anglist, Literaturwissenschaftler und Bibliothekar.

## Leben und Wirken
Werner Bies studierte Anglistik, Germanistik und Philosophie. Nach seiner Magisterprüfung 1975 promovierte er im Jahre 1979 an der Universität Trier mit einer Arbeit über Thomas Hardy. Nach seiner Tätigkeit als wissenschaftlicher Mitarbeiter und freiberuflicher Übersetzer trat er 1985 als Bibliotheksreferendar an der Universitäts- und Landesbibliothek Darmstadt in die Ausbildung für den höheren Bibliotheksdienst ein und legte 1987 die Fachprüfung hierfür an der Bibliotheksschule Frankfurt/M. ab. Bis 2000 war er dann wissenschaftlicher Bibliothekar an der Universitätsbibliothek der Freien Universität Berlin, anschließend bis 2003 Leiter der Bibliothek des John.-F.-Kennedy-Instituts für Nordamerikastudien und bis 2017 Leiter der Bibliothek des Friedrich-Meinecke-Instituts für Geschichtswissenschaft an der Freien Universität Berlin.
Bies war Mitbearbeiter der Universitätsbibliographie der Freien Universität Berlin. In seinen wissenschaftlichen Veröffentlichungen beschäftigt er sich vor allem mit der Märchen- und Erzählforschung. Er war Mitherausgeber der „Bibliographie zur Symbolik, Ikonographie und Mythologie“ (1981–1993) und Mitautor der Enzyklopädie des Märchens.

## Veröffentlichungen (Auswahl)
- Die Rezeption der Romane Thomas Hardys in England 1871–1901. Dissertation Universität Trier 1979.
- (Red., mit Sabine Kawczynski): Universitätsbibliographie. Freie Universität Berlin 1984–2009.
- (Übers.): Irene Coltman / Zwischen Rebellion und Unterordnung. Private Überzeugung und politische Notwendigkeit in der Zeit des englischen Bürgerkrieges. Acta Humaniora VCH, Weinheim 1986, ISBN 3-527-17506-7.
- Das Kind als Symbol in der englischen Romantik. In: Symbolon, N.F., Bd. 8 (1986), S. 108–126.
- (Übers.): Norman Myers (Hrsg.) / Der Öko-Atlas unserer Erde. Olten, Frankfurt/M. 1986, ISBN 3-596-24554-0.
- Symbolforschung und Ökologie. Thematologie und Programm. In: ders. (Hrsg., mit Hermann Jung): Mnemosyne. Festschrift für Manfred Lurker zum 60. Geburtstag (= Bibliographie zur Symbolik, Ikonographie und Mythologie, Ergänzungsband 2). Koerner, Baden-Baden 1988, S. 17–33, ISBN 3-87320-902-0.
- Überlegungen zur Didaktik und Methodik des Bibliographieunterrichts. Aufgaben, Probleme und Chancen. In: Bibliotheksdienst, Bd. 24 (1990), S. 1357–1364.
- Bibliothekarische Fremdsprachenkompetenz im integrierten Europa der 90er Jahre. In: Hartwig Lohse (Hrsg.): Bibliotheken in alten und neuen Hochschulen (= Zeitschrift für Bibliothekswesen und Bibliographie, Sonderhefte, Bd. 55). Klostermann, Frankfurt/M. 1993, S. 37–49, ISBN 3-465-02559-8.
- Schreiben, Schrift und Buch. Zur Materialität und Medialität der skribalen Kommunikation. In: Medienwissenschaft, Jg. 1994, H. 2, S. 141–151.
- Bibliographische Kultur im Dienst der Wissenschaft. Pragmatische Wissensorganisation am Beispiel von Zeitschrifteninhaltsbibliographien. In: Michael Knoche (Hrsg.): Retrospektive Erschließung von Zeitschriften und Zeitungen (= Informationsmittel für Bibliotheken, Beiheft 4). Deutsches Bibliotheksinstitut, Berlin 1997, S. 9–28, ISBN 3-87068-544-1.
- Stoff- und Motivforschung im Internet. In: Frank-Simon Ritz (Hrsg.): Germanistik im Internet (= Informationsmittel für Bibliotheken, Beiheft 8). Deutsches Bibliotheksinstitut, Berlin 1998, S. 81–106, ISBN 3-87068-548-4.
- Vom Maulwurf erzählen. Von der Unerbittlichkeit der Natursage zu den Tröstungen der Kinder- und Jugendliteratur. In: Fabula, Bd. 47 (2006), H. 1/2, S. 44–64.
- Praktische Tränen. Über das Weinen im Märchen. In: Märchenspiegel. Zeitschrift für internationale Märchenforschung und Märchenpflege, Bd. 18 (2007), H. 4, S. 15–22.
- Traditionelles Erzählen in der Werbung. Gattungen und Themen, Medien und Prozesse, Methoden und Theorien, Irritationen und Chancen. In: Rolf Wilhelm Brednich (Hrsg.): Erzählkultur. Beiträge zur kulturwissenschaftlichen Erzählforschung. Hans-Jörg Uther zum 65. Geburtstag. De Gruyter, Berlin 2009, S. 353–379, ISBN 3-11-021471-7.
- Traditionelles Erzählen in der Rockmusik. In: Fabula, Bd. 54 (2013), S. 275–302.
- Wort und Schöpfung, Welt und Leben, Wunder und Schönheit. Vom Lob des Märchens in Rose Ausländers Dichtungen. In: Märchenspiegel, Bd. 34 (2023) H. 3, S. 13–25.

Außerdem zahlreiche weitere Aufsätze, u. a. in der Zeitschrift "Fabula".